# 2-es villamos (Budapest)
A budapesti 2-es jelzésű villamos a Jászai Mari tér és a Közvágóhíd között közlekedik a Dunával bal partján, a pesti felső rakparton. A viszonylatot a Budapesti Közlekedési Zrt. közlekedteti a Budapesti Közlekedési Központ megrendelésére.
2012-ben a villamosvonalat a National Geographic 7. helyen beválasztotta világ tíz legszebb villamosvonala közé. A villamosok munkanapokon csúcsidőben 3-4, munkanapokon napközben és hétvégén 5, a hajnali és a késő esti órákban pedig 10 percenként követik egymást.

## Története
Itt a jelenlegi 2-es villamos története található. Ha a második világháború előtti 2-es villamos története érdekel, lásd a 2-es villamosnál.
Miután elkészült a Széchenyi lánchíd pesti hídfője alatti aluljáró, 1942-ben a 16A jelzésű villamost 2-esre számozták át. A járat ekkor még csupán a Jászai Mari tér és a Március 15. tér között ingázott. 1944 második felében megszűnt a viszonylat a háborús károk miatt, majd 1945. augusztus 26-án indult újra a Jászai Mari tér és az Eötvös tér között. 1946. január 12-én a Kossuth híd megnyitásakor lerövidítették a hídig. Egy hónappal később a Petőfi térig, majd októbertől a Kálvin térig hosszabbítják. Miután 1948 augusztusában az újjáépített Margit hidat teljes szélességében átadták, az északi végállomása visszakerül a Jászai Mari térre, ám délen alig egy évvel később a Kálvin tér helyett már csak a Dimitrov (ma Fővám) térig közlekedik. A Fővám téri régi aluljáró elkészülte után a Boráros térig 1951 óta jár, majd - a Soroksári út Boráros tér és Közvágóhíd közötti szakaszának 1966-1968 között tartott kiszélesítése és a 31-es villamos Boráros térről Közvágóhídig rövidítése után - 1973 őszére érte el a mai hosszát (Jászai Mari tér – Közvágóhíd). Ekkor indult el betétjárata, a 2A villamos.
2007 júniusától 2009 októberéig a 4-es metró Fővám téri állomásának építése (melynek részeként a villamos megállójaként szolgáló aluljárót is átalakították) miatt a 2-es villamos két szakaszon, a Közvágóhíd és a Czuczor utca, valamint a Jászai Mari tér és a Havas utca között közlekedett. A két ideiglenes végállomás közötti utasforgalmat a Boráros tér és a Március 15. tér között közlekedő villamospótló busz szolgálta ki. 2009 októberétől a vonal ismét teljes hosszán üzemel.
2014-ben, a Kossuth tér átépítésével egyidejűleg a Szalay utca megállóhely mindkét irányban megszűnt és helyette a Balassi Bálint utcában, az újonnan létesített Országház, látogatóközpont megállóhelyen állnak meg a villamosok.
2020. június 15-étől november 6-áig a pesti fonódó villamoshálózat kiépítésének első üteme miatt csak a Haller utca / Soroksári útig közlekedett.
1973–2013 között és 2015-ben közlekedett 2A jelzéssel a betétjárata, Jászai Mari tér és a Boráros tér között. Csak tanítási napokon, a reggeli csúcsidőben.
2020. november 7-én 2M (2023. március 18. óta 23-as) jelzéssel a Jászai Mari tér és a Keleti pályaudvar között új villamosjárat indult az M3-as metróvonal középső szakaszának felújítása miatt, alternatív metrópótló jelleggel. Emiatt újra megjelentek a vonalon a Ganz CSMG villamosok.

## Jövő
A villamosvonal a jelenlegi tervek szerint két ütemben hosszabbodna meg a pesti fonódó villamoshálózat égisze alatt:

### Jászai Mari tér – Gyöngyösi utca
Az elmúlt években Újlipótváros, valamint Vizafogó városrészeken számos új intenzív beépítésű lakópark létesült, amelyek tovább növelték a terület amúgy is sűrű beépítését. Az észak-déli kiszolgálást elsősorban a keleti határon közlekedő M3-as metróvonal látja el. amelyet autóbusz, valamint trolibusz járatok egészítenek ki.
A kiszolgálandó terület nagysága, beépítése, valamint a metróvonal kialakításból fakadó korlátozott elérhetősége miatt szükséges egy új, a területet keresztező észak–déli kötöttpályás kapcsolat kiépítésének felvetése, amely ennek a vonalnak a folytatása lenne.
A vonal hosszabbításának a Pozsonyi út – Népfürdő utca – Cserhalom utca útvonalon megépítendő kb. 4,6 kilométeres szakasza, mely az M3-as metróvonallal teremt kapcsolatot. A projekt egyelőre csak tervszinten létezik.

### Összekötés az51-es villamossal
Bár Pesterzsébetről három (3, 51, 52), egymással párhuzamos kötöttpályás vonal vezet a belváros felé, a vonalak kihasználtsága mégis alacsony, az utasok többsége az autóbusszal közlekedik. Erre az a magyarázat, hogy a kötöttpályás járatok ritka sűrűségűek, a pesterzsébeti lakótelepnek csak az északi határát érintik, a belvárosi végpontot tekintve pedig nem biztosítanak a busznál jobb kapcsolatot.
A kialakult helyzet, a párhuzamos viszonylatok, a kötöttpályás közlekedés és az autóbuszok rivalizálása mindenképp indokolja a vonalak nyomvonal-módosításának kérdését. Ugyanakkor a vizsgálat nem elválasztható az M5-ös metróvonal első szakaszának jelen tervezéssel párhuzamosan folyó vizsgálatától sem.
Ennek megfelelően jelen pont alatt végzett tevékenységek elsősorban kiegészítő vizsgálatok a fenti két projekthez kapcsolódóan, a vonal lehetséges összekötésére az 51-es villamossal, jobb belvárosi kapcsolat kiépítésére összpontosítva elsősorban.
Az összekötés lehetséges a Haller utcán vagy a Kvassay Jenő úton keresztül.
A terv végül 2022. augusztus 13-ától megvalósult, miután elindult a 2B villamosjárat, amely a Haller utcán keresztül kínál közvetlen eljutást Pesterzsébet és a Belváros között.

## Útvonala
A mai 2-es villamos a Jászai Mari tértől indulva a Balassi Bálint utcán át halad dél felé, megkerüli a Kossuth teret, ahol kiér a Duna-partra. A Széchenyi rakparton halad a Lánchídig, ez alatt átbújva jut el a Dunakorzóra, átmegy az Erzsébet híd alatt, és tovább a rakparton (a Fővám térnél ismét alagútban megy). Az alagútból kijövet kis balos S-kanyarral a Közraktár utcára fordul, és a Petőfi-híd alatt átmenve a Boráros téren ismét kis kanyarral a Soroksári útra tér, ahol a Rákóczi híd pesti hídfőjét érintve, egészen a Közvágóhíd végállomásig közlekedik.
| Közvágóhíd felé |
| Jászai Mari tér vá. – Balassi Bálint utca – Kossuth Lajos tér – Széchenyi rakpart – Széchenyi István tér – Eötvös tér – Belgrád rakpart – Petőfi tér – Március 15. tér – Belgrád rakpart – Fővám tér – Közraktár utca – Boráros tér – Soroksári út – Közvágóhíd H vá. |
| Jászai Mari tér felé |
| Közvágóhíd H vá. – Soroksári út – Boráros tér – Közraktár utca – Fővám tér – Belgrád rakpart – Március 15. tér – Petőfi tér – Belgrád rakpart – Eötvös tér – Széchenyi István tér – Széchenyi rakpart – Kossuth Lajos tér – Balassi Bálint utca – Jászai Mari tér vá. |

## Megállóhelyei
| 0  | Jászai Mari tér végállomás | 20 | 2B, 4, 6, 23 75, 76 9, 26, 91, 191, 226, 291                    | Cirko–Gejzír Filmszínház, Honvédelmi Minisztérium, Kino Cafe Mozi, Margit híd, Olimpiai Park, Vígszínház                                                                  |
| 1  | Országház, látogatóközpont | 18 | 2B, 23                                                          | Alkotmányvédelmi Hivatal, Innovációs és Technológiai Minisztérium, Oktatási Hivatal, Olimpiai Park                                                                        |
| 3  | Kossuth Lajos tér M        | 16 | 2B, 23 70, 78 15                                                | Minisztériumok: Agrárminisztérium, Igazságügyi Minisztérium; Cipők a Duna-parton, Gazdasági Versenyhivatal, metróállomás, Országház, Szamos Csokoládé Múzeum              |
| 6  | Széchenyi István tér       | 13 | 2B, 23 16, 105, 178, 210, 210B, 216                             | Duna Palota, Emberi Erőforrások Minisztériuma, Magyar Tudományos Akadémia, Széchenyi lánchíd                                                                              |
| 7  | Eötvös tér                 | 11 | 2B, 23 16, 105, 178, 210, 210B, 216                             | Belügyminisztérium, InterContinental Budapest, Gresham-palota (Four Seasons Budapest), Széchenyi lánchíd                                                                  |
| 8  | Vigadó tér                 | 10 | 2B, 23                                                          | Budapest Marriott Hotel, Metróállomás, Pesti Vigadó, Petőfi téri ortodox székesegyház                                                                                     |
| 10 | Március 15. tér            | 9  | 2B, 23 5, 7, 8E, 15, 107, 108E, 110, 112, 133E                  | Belvárosi plébániatemplom, Contra-Aquincum, Erzsébet híd, Klotild paloták, Pétery-palota, Budapesti Ward Mária Általános Iskola, Gimnázium és Zeneművészeti Szakgimnázium |
| 11 | Fővám tér M                | 8  | 2B, 23, 47, 48, 49 83 15                                        | Fővámház (Corvinus Egyetem főépület), Ferencvárosi Helytörténeti Gyűjtemény, Fővám téri Vásárcsarnok, metróállomás, Szabadság híd, Veres Pálné Gimnázium                  |
| 13 | Zsil utca                  | 6  | 2B, 23 83 15                                                    | Bálna, Lónyay Utcai Református Gimnázium és Kollégium, Nehru Part |
| 14 | Boráros tér H              | 5  | 2B, 4, 6, 23 15, 54, 55, 212, 212A, 212B, 223E, 224, 224E, 255E | Autóbusz-állomás, Dunaház Üzletközpont, HÉV-állomás, Nehru Part, Petőfi híd                                                                                               |
| 16 | Haller utca / Soroksári út | 3  | 2B, 23, 24 54, 55, 223E, 224, 224E, 255E                        | Dandár utcai gyógyfürdő, Duna Medical Center, Haller Gardens, Malomipari Múzeum, Zwack Unicum Múzeum és Látogatóközpont                                                   |
| 18 | Müpa – Nemzeti Színház H   | 1  | 24 54, 55, 224                                                  | HÉV-állomás, Müpa, Nemzeti Színház, Zikkurat Galéria |
| 21 | Közvágóhíd H végállomás    | 0  | 1, 24 54, 55, 179, 223E, 224, 224E, 255E                        | Budapest Park, HÉV-állomás (H6, H7), OBI áruház, Rákóczi híd, Tesco áruház                                                                                                |

1. 1 2  Az M1-es metróra a Vörösmarty tér metróállomáson lehet átszállni, amely gyalogosan közelíthető meg (kb. 250 méter séta a Vigadó utcán át).

### Megállóhelyek névváltozásai
| Mai név                    | Korábbi név                    |
| -------------------------- | ------------------------------ |
| Országház, látogatóközpont | Szalay utca                    |
| Kossuth Lajos tér M        | Kossuth Lajos tér              |
| Széchenyi István tér       | Roosevelt tér                  |
| Március 15. tér            | Irányi utca                    |
| Fővám tér M                | Dimitrov tér                   |
| Fővám tér M                | Fővám tér                      |
| Haller utca / Soroksári út | Hámán Kató utca                |
| Haller utca / Soroksári út | Haller utca                    |
| Haller utca / Soroksári út | Haller utca (Soroksári út)     |
| Müpa – Nemzeti Színház H   | Vágóhíd utca                   |
| Müpa – Nemzeti Színház H   | Millenniumi Kulturális Központ |
| Közvágóhíd H               | Közvágóhíd                     |
| Közvágóhíd H               | Vágóhíd                        |
| Közvágóhíd H               | Vágóhíd H                      |

## Képgaléria

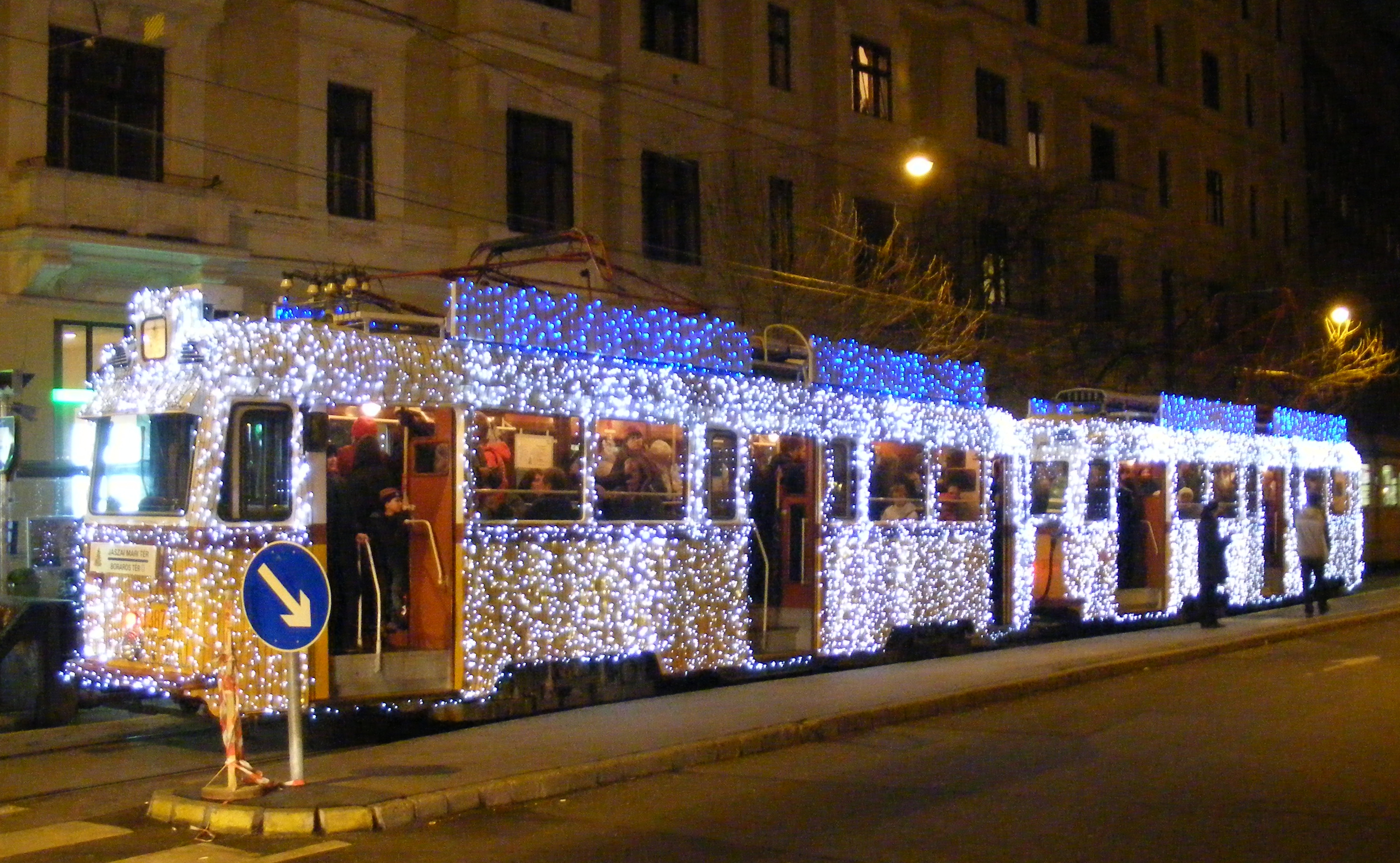
Fényvillamos a Jászai Mari téren 2011 végén
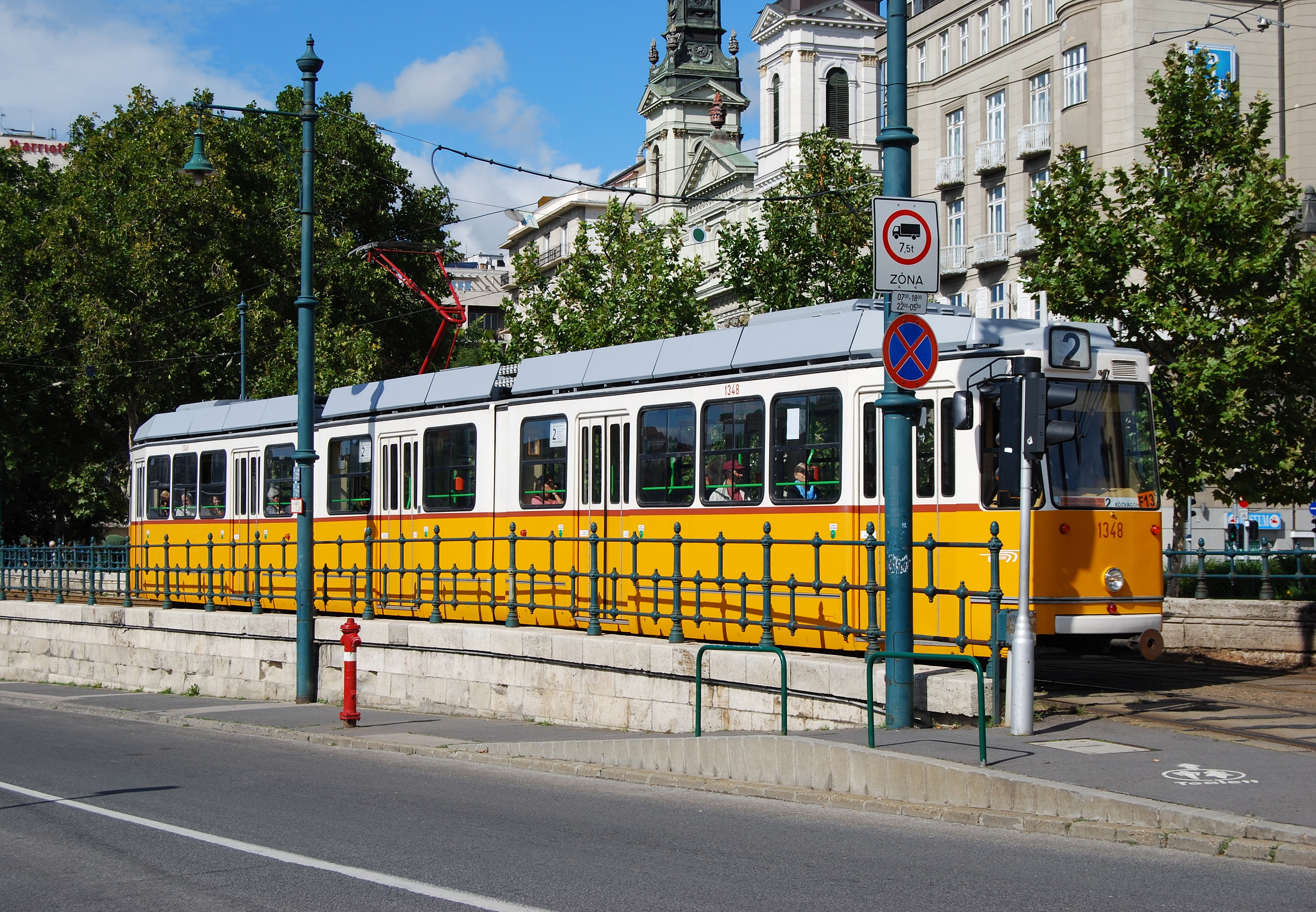
KCSV–7 halad el a Petőfi tér mellett (2013)
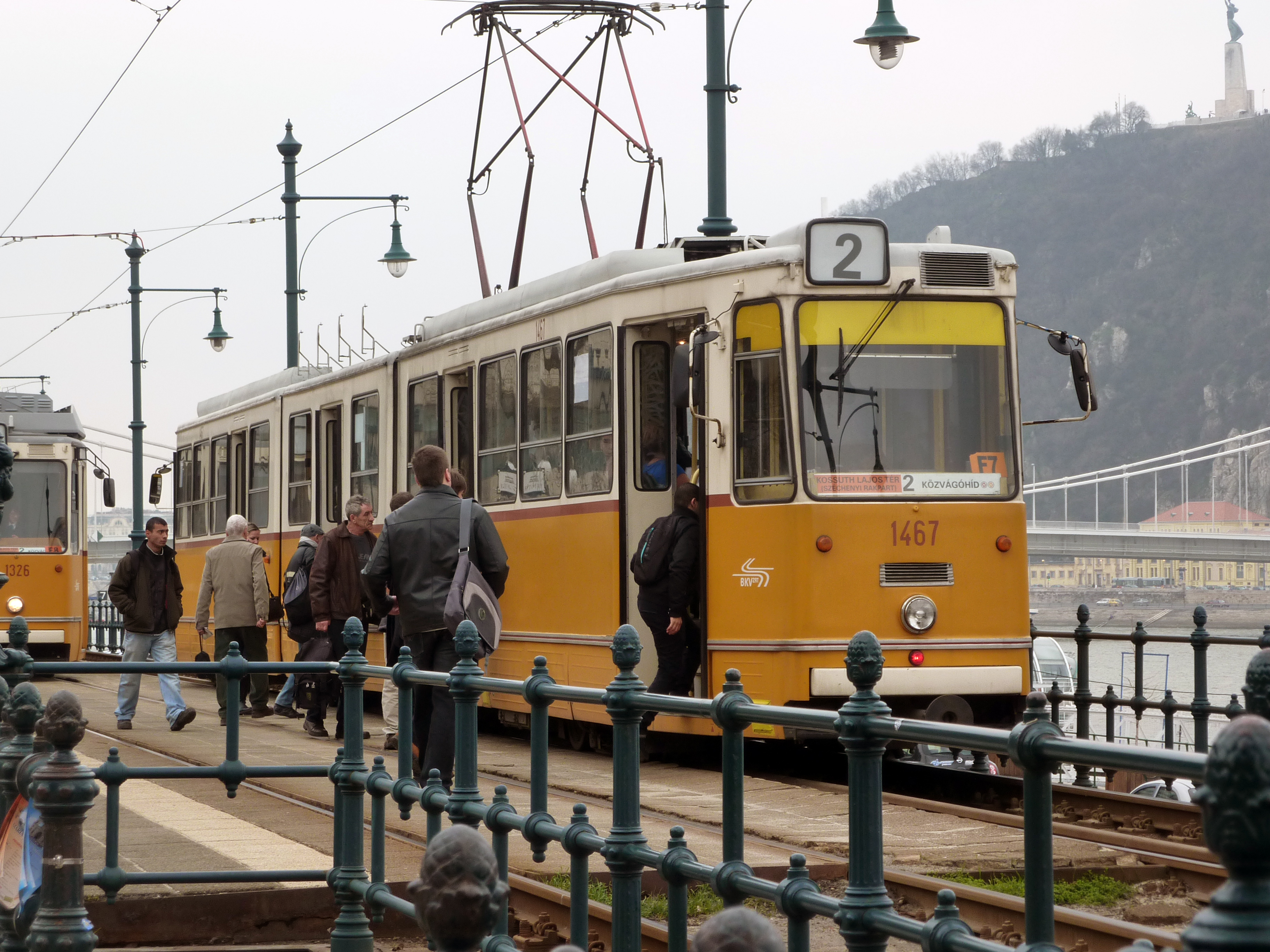
Ganz CSMG a Vigadó téren 2013 áprilisában
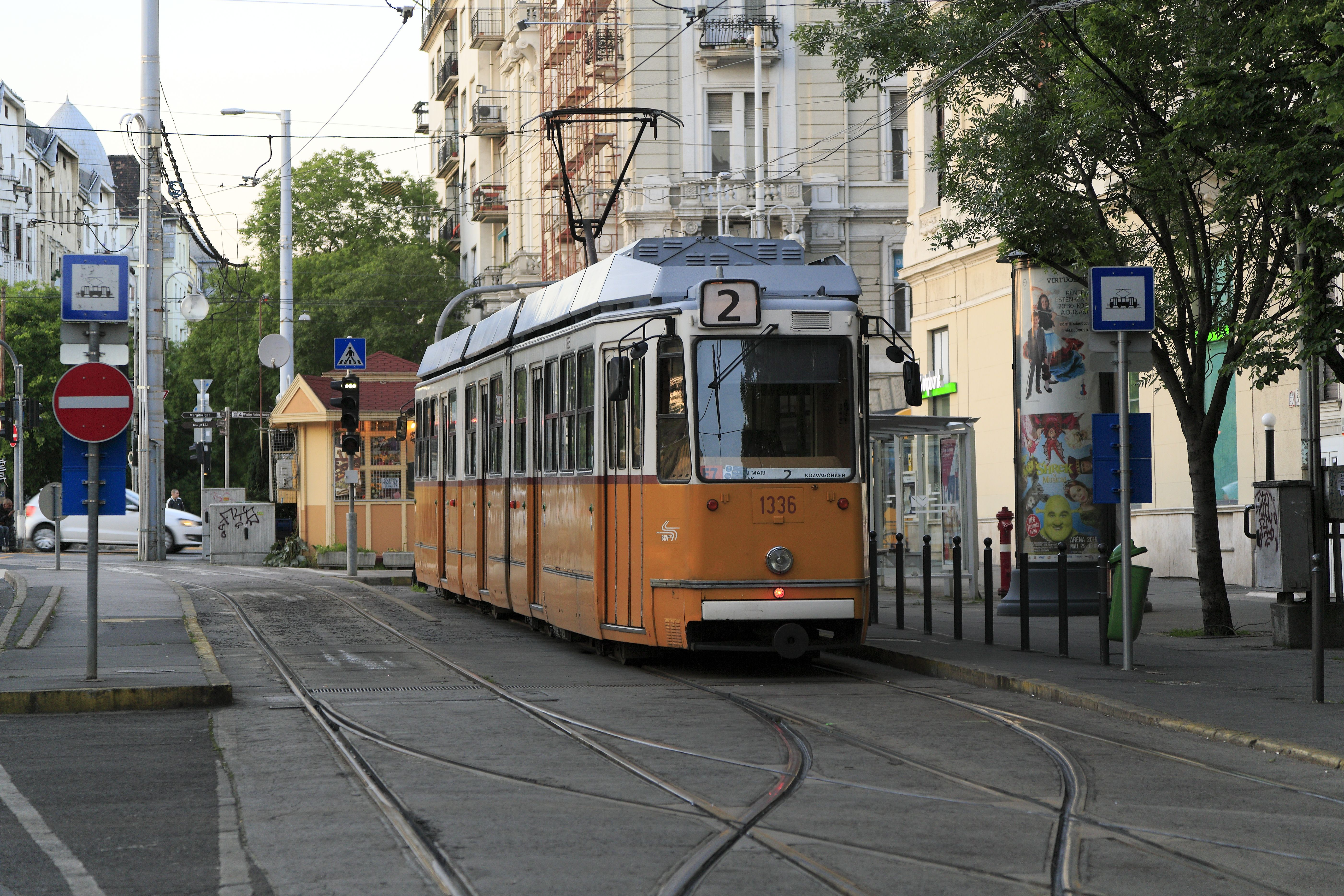
Ganz KCSV–7 a Jászai Mari téren (2016)
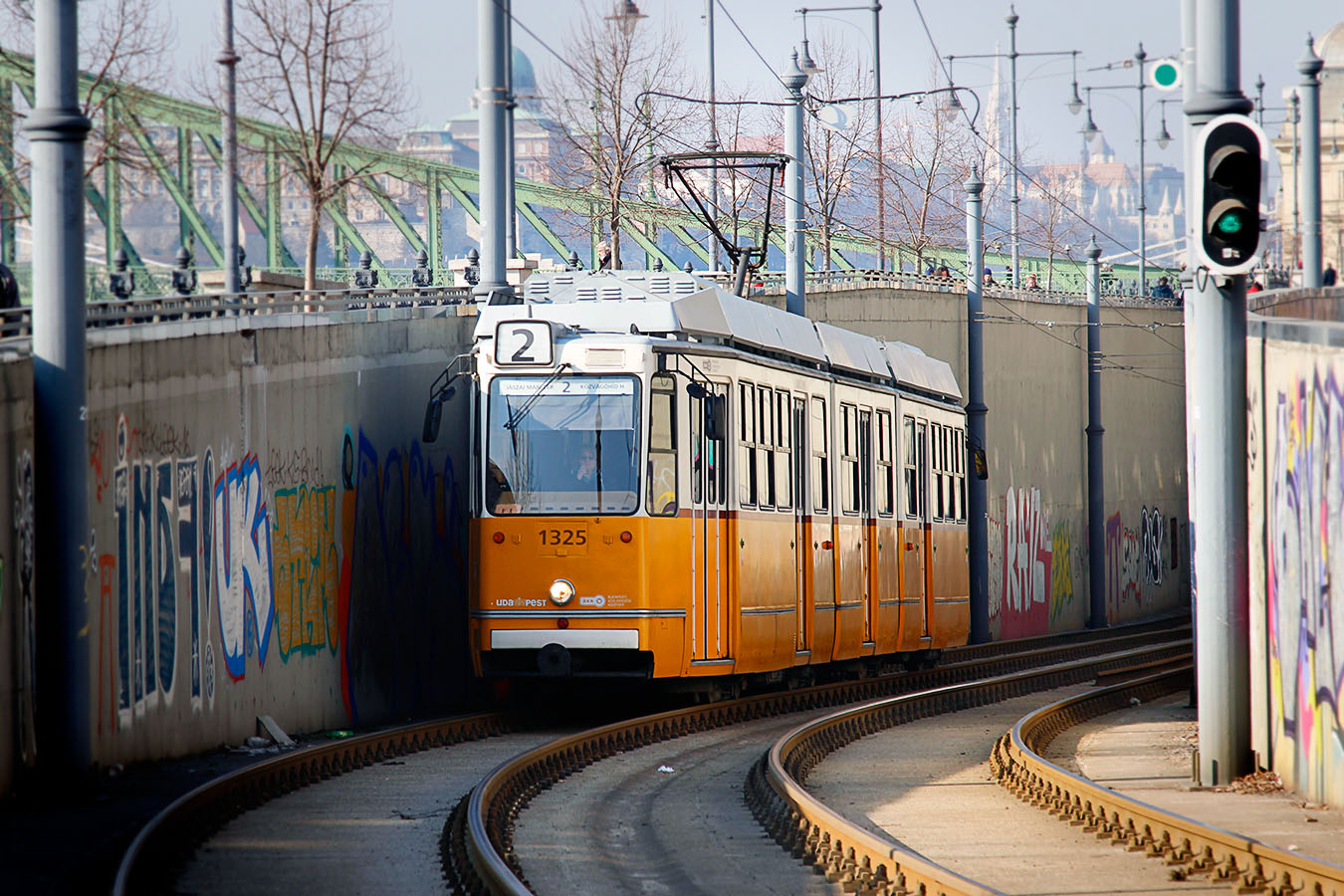
Felújított KCSV–7 jön ki a Fővám téri alagútból
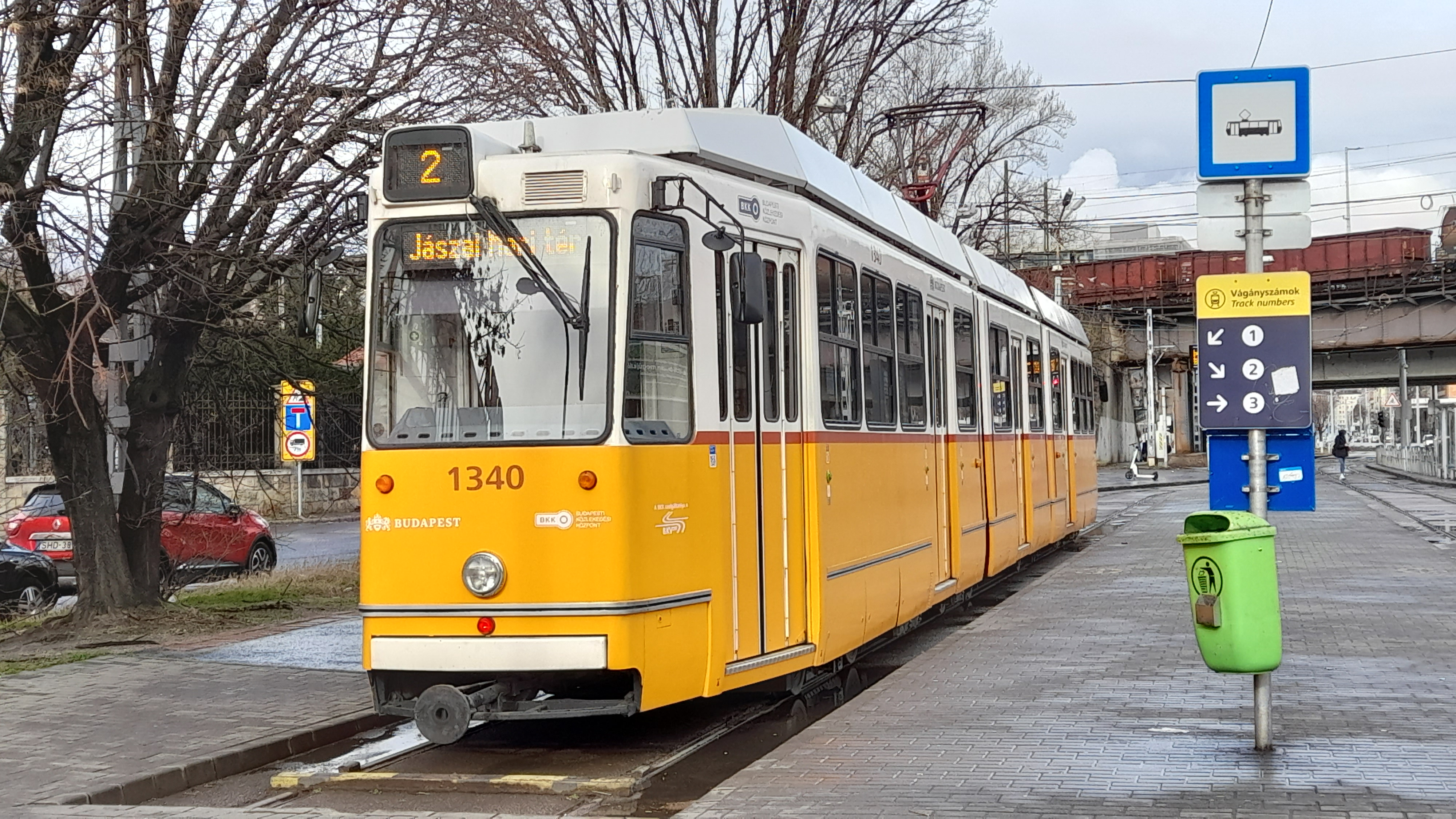
Homlokfali kijelzővel felszerelt KCSV–7 a Közvágóhídon (2022)